# Defender la alegría
«Defender la alegría» es una canción de Joan Manuel Serrat, publicada en su álbum El sur también existe en 1985 con el nombre «Defensa de la alegría», sobre un poema de Mario Benedetti del mismo nombre.

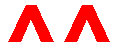
Símbolo de la Plataforma de Apoyo a Zapatero.

 Si bien esta canción no fue la canción principal de difusión del disco en 1985, años después obtuvo gran notoriedad en España por ser versionada por la Plataforma de Apoyo a Zapatero. Fue presentada el 9 de febrero de 2008, y ya desde su concepción fue pensada para servir de apoyo a la candidatura del socialista José Luis Rodríguez Zapatero.
A lo largo del tema, de unos tres minutos aproximados de duración, aparecen los siguientes cantantes (ordenados por orden de primera aparición): Joan Manuel Serrat, Miguel Bosé, Joaquín Sabina, Ana Belén, Fran Perea, Soledad Giménez y Víctor Manuel. Por otro lado, las actrices Concha Velasco y María Barranco participan haciendo coros. 
El vídeo para ilustrar la canción tiene a modo de introducción unas imágenes en las que se recoge el encuentro entre José Luis Rodríguez Zapatero y su mujer, Sonsoles Espinosa Díaz, con varios miembros de la Plataforma de Apoyo a Zapatero, no solo los que participan en la canción sino otros como Boris Izaguirre o Jesús Vázquez. A continuación se ve el logotipo de la plataforma, "Defendemos la alegría frente al catastrofismo, la intolerancia y el retroceso" y tras él empieza la canción.
Para cerrar, todos los cantantes aparecen haciendo el gesto con el que los sordomudos identifican a Zapatero.
- Datos: Q5801297